# Ваун Маун
Ваун Маун (на валлийском языке «торфяная пустошь») — археологический памятник, место демонтированного неолитического каменного круга на холмах Пресели в Пембрукшире, западный Уэльс. Диаметр круга оценивается в 360 футов (110 м), то есть он был третьим по величине диаметра каменным кругом в Британии. Долеритовые голубые камни, составлявшие круг, вероятно, были добыты в соседнем Карн Менин.
Археолог Майк Паркер Пирсон утверждает, что круг из камней был построен около 3400-3200 гг. до н. э., а затем, до 2120 г. до н. э., был разобран, перемещен и снова собран в Стоунхендже . Местонахождение — примерно в миле к юго-западу от Бринбериана . Этот участок вересковой пустоши расположен на южных склонах 339-метровой вершины холма Кнук-ыр-Хыдд (Cnwc yr Hŷdd), к северу от широкого восточно-западного гребня хребта Пресели.
На месте бывшего каменного круга осталось четыре менгира (вертикальных камня), два стоячих и два упавших. Рядом находятся менгиры Troed y Rhiw. Рядом, к западу от основной группы, находится ещё один одинокий менгир, «Камень Ваун Маун», высотой около 2.3. м.
Это место и его связь со Стоунхенджем были предметом передачи BBC Two «Стоунхендж: утраченный круг» с профессором Элис Робертс, которая транслировалась 12 февраля 2021 года.